# Фронтейра (район)
Фронтейра (порт. Fronteira) — район (фрегезия) в Португалии, входит в округ Порталегре. Является составной частью муниципалитета Фронтейра. По старому административному делению входил в провинцию Алту-Алентежу. Входит в экономико-статистический субрегион Алту-Алентежу, который входит в Алентежу. Население составляет 2260 человек на 2001 год. Занимает площадь 138,16 км².